# Корасан (Казахстан)
Кораса́н (каз. Қорасан) — село у складі Жанакорганського району Кизилординської області Казахстану. Входить до складу Киркенсеського сільського округу.
Населення —  (2021; 1 у 2009, 140 у 1999,  у 1989).